# Émile Amélineau
Émile Amélineau (La Chaize-Giraud, 1850. augusztus 28. –  Châteaudun, 1915. január 12.) francia régész, egyiptológus a kopt nyelv szakértője. A tudományos hírnevét korábban kiadatlan kopt szövegek publikálásával szerezte. Később terepi régészként dolgozott Abüdosz predinasztikus kori temetőiben, így Umm el-Kaábban. Felfedezte és feltárta az I. dinasztiabeli Dzser király sírját (O-sír), de ezt a benne talált Ozirisz-szobor alapján középbirodalmi kultikus sírnak gondolta. Flinders Petrie – a következő ásató generáció képviselője – rámutatott, hogy Amélineau terepi feltáró módszerei („kubikus”) nagyon sok kárt okoztak a műemlékekben. Amélineau korában a régészet módszertana és eszköztára még kialakulatlan volt, egyszerűen ástak és elvitték, amit találtak.

## Élete
Amélineau a pályafutását a teológia tanulmányozásával kezdte, 1878 előtt papként szolgált. 1878–1883 között egyiptológiát és kopt nyelvet tanult Párizsban Gaston Maspero és Eugène Grébaut irányítása alatt. 1883-ban tagja volt a francia kairói régészeti missziónak. 1887-ben készítette el az egyiptomi gnoszticizmusról szóló szakdolgozatát.
Számos francia tudományos állást betöltött. Nagy mennyiségű kopt irodalmat fordított le és publikált, elsősorban a kopt szerzetesek munkáival foglalkozott. Ásatásokat vezetett Egyiptomban. Ebben az időszakban a régészet nem volt még tudományosan megalapozott szakma, ásatásai alig különböztethetők meg a sírrablástól vagy kincskereséstől. Elsősorban a predinasztikus kor temetőiben tevékenykedett, az abüdoszi temetőre Victor Loret révén ötéves kizárólagos ásatási jogot kapott. 1895-ben fedezte fel azt a sztélét, amelyen Dzser király neve olvasható, és amely ma a Louvre-ban látható. A következő évben megtalálta a sztéléhez tartozó sírt is. Az Umm el-Kaábban feltárt sírokról sok anyagot tett közzé a 20. század első évtizedében.
Flinders Petrie, akit a modern egyiptológia megalkotójának tekintenek, erős kritikával illette Amélineau terepi munkáját. Jelenleg is gondot okoz a Dzser-sír teljesen felbolygatott környéke, mivel nem lehet azokat a könnyen megsemmisülő jellemzőket azonosítani, mint Dzset sírjánál (faoszlopokra alapozott kápolna maradványainak kellene lenni, de nem található). Amélineau már kijelentette, hogy Abüdosz környékén semmi egyéb nem található, amikor Petrie koncessziót kapott a területre. Petrie megdöbbenve tapasztalta, hogy Amélineau mit művelt a területen, és nem finomkodik, amikor saját négy ásatási évadjáról ír:
„E négy év alatt kiderült, hogy Amélineau az abüdoszi királysíroknál botrányos munkát végzett. Ötéves koncesszióval dolgozott; nem tervezett semmit, nem volt nyilvántartás, hogy mit hol találtak, sem hasznos kiadvány. Dicsekedett, hogy megszabadult az olyan kővázák darabjaitól, amelyek nem érdekelték, és az I. dinasztia korából származó szenesedett famaradványoktól.”
Amélineau e kritika hatására adta ki a régen várt ásatási publikációit. Petrie az utána maradt romokból szitával és ecsettel dolgozva rengeteg új felfedezést tett, sőt létrehozta a korai Egyiptom első tudományos igényű kronológiáját, a „sorrenddatálást”.
„Amélineau nem volt régész, és alapvetően csak kifosztotta a temetőt, amikor a régiséggyűjtőknek eladható árut keresett.”